# St. Benedikt (München)

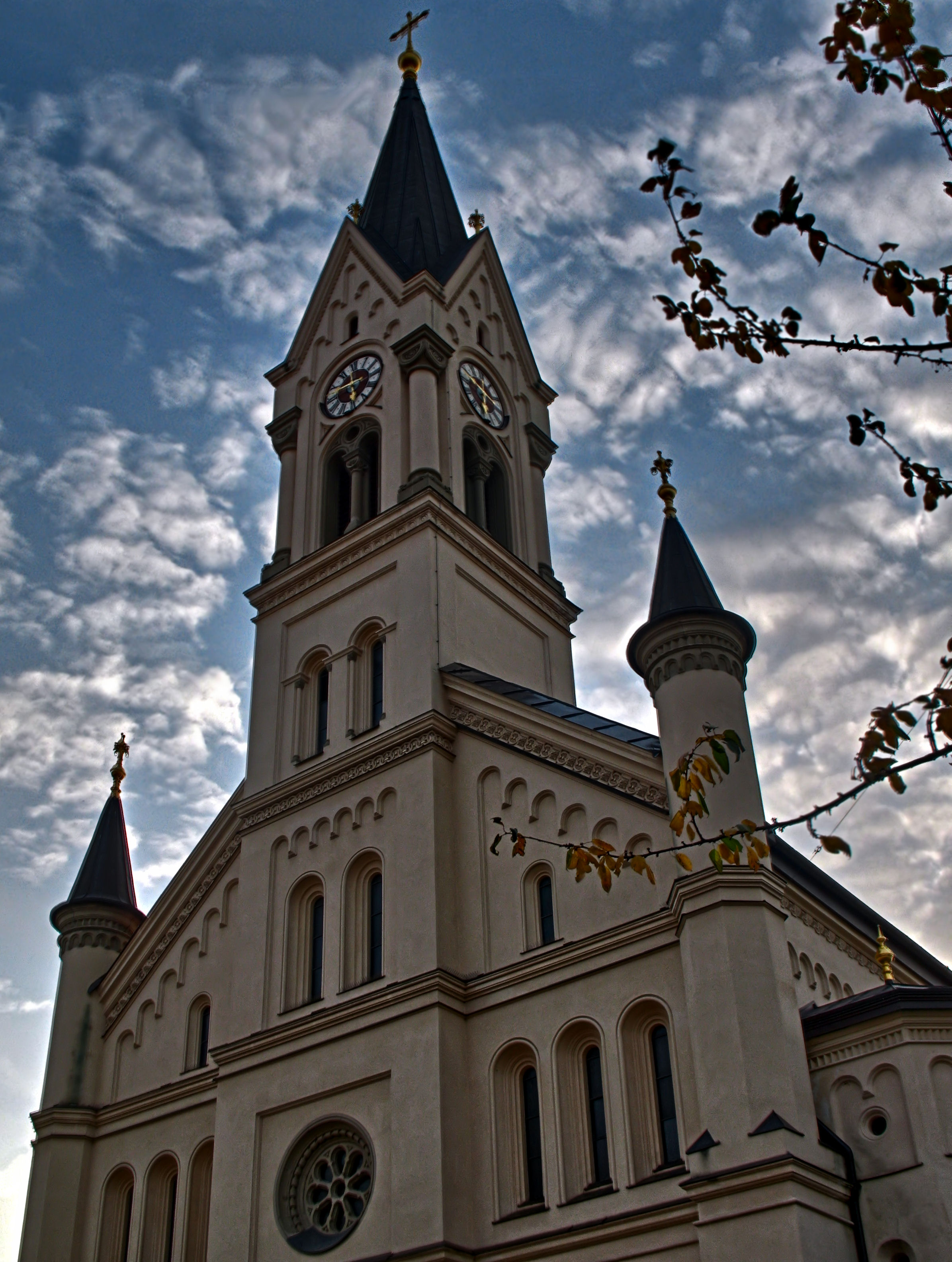
St. Benedikt in München-Schwanthalerhöhe

St. Benedikt ist eine katholische Pfarrkirche in der Schrenkstraße im Münchener Stadtteil Schwanthalerhöhe („Westend“). Sie ist dem Heiligen und Mönch Benedikt von Nursia gewidmet. Sie gehört mit den Kirchen St. Paul, Maria Heimsuchung in der Ridlerstraße und St. Rupert am Kiliansplatz dem Pfarrverband München-Westend an.

## Lage
Die Kirche liegt westlich des Zentrums Münchens, nur wenige Gehminuten von der Theresienwiese (u. a. Veranstaltungsort des Oktoberfests) und dem Augustinerbräu entfernt zwischen Hacker- und Donnersbergerbrücke.

## Geschichte

Innenraum

Im Jahre 1873 erging an die „katholischen Mitbürger Münchens“ ein sehr erfolgreicher Spendenaufruf zur Errichtung einer weiteren Kirche in der Pfarrei St. Bonifaz. Drei Jahre später konnte der erforderliche Bauplatz in der Schrenkstraße erworben werden. Nach den Plänen des Architekten Johann Marggraff entstand die neue Kirche, die Weihe erfolgte am 23. Oktober 1881. 1927 wurden die beiden niedrigen Seitenschiffe angebaut. Das Gebäude wurde im Zweiten Weltkrieg im Oktober 1944 von Bomben schwer beschädigt.

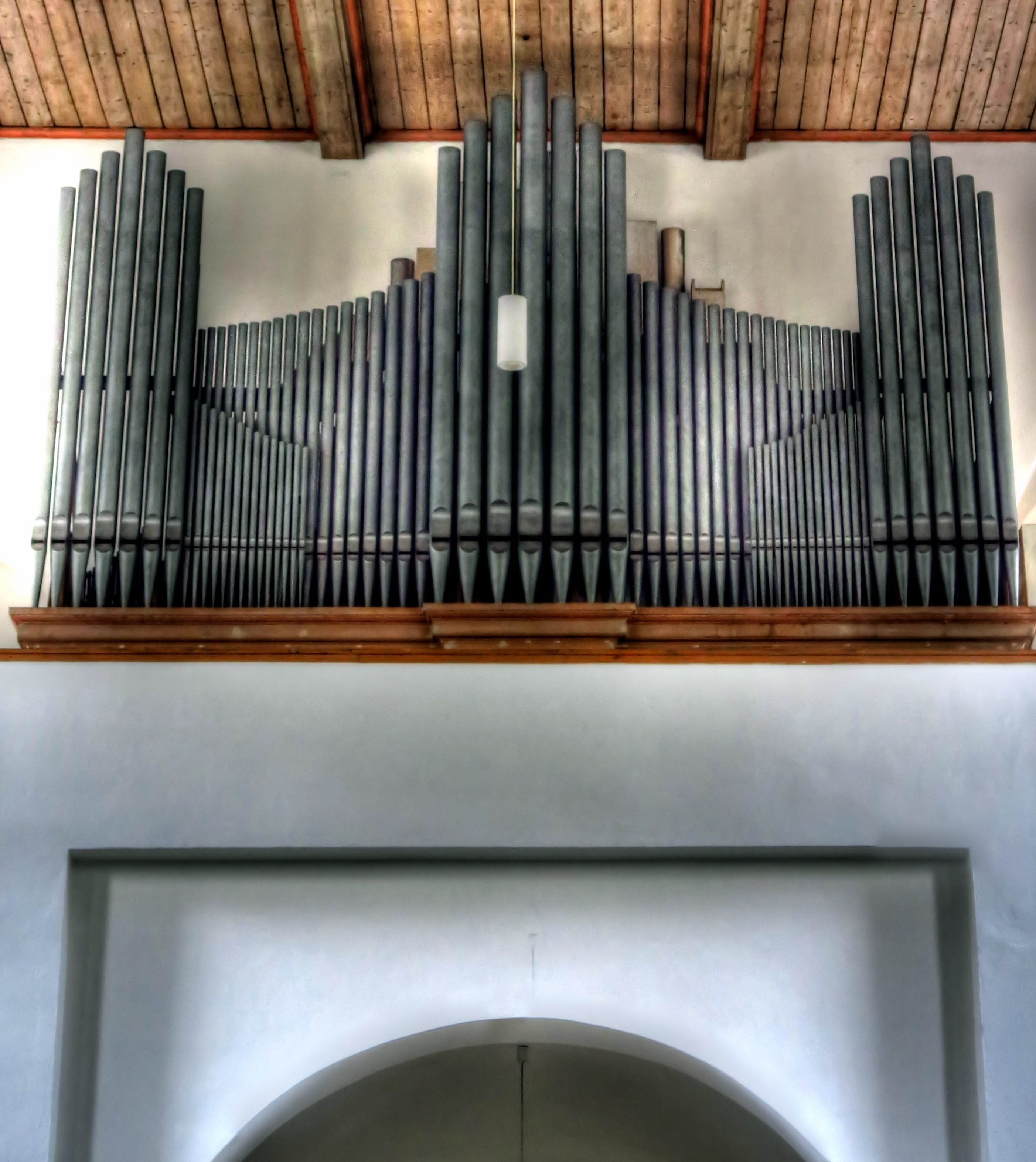
Orgel

Nach dem Wiederaufbau konnte 1950 der Gottesdienstbetrieb wieder aufgenommen werden.
Hier werden auch fremdsprachige Gottesdienste gehalten. Die Vietnamesische Katholische Gemeinde (vietnamesischer Name: Giáo xứ Nữ Vương Hòa Bình, Gemeinde Königin des Friedens) feiert hier jeden Sonntag und an Hochfesten ihre Gottesdienste. Seit 2021 feiert hier auch die äthiopisch-orthodoxe Gemeinde Jungfrau Maria ihre Messen. Neben dieser Kirche findet man auch eine Kindertagesstätte und das Kaspar-Stangassinger-Haus, wo viele fremdsprachige Missionen ihren Sitz haben, darunter die chinesischsprachige, englischsprachige, portugiesischsprachige, slowakische, syrisch-arabische und vietnamesische.

## Orgel
Die Orgel wurde um 1930 von Carl Schuster gebaut. Sie hat 25 Register auf zwei Manualen und Pedal.

## Glocken
Der spitzgekrönte Kirchturm beherbergt ein vierstimmiges Bronzegeläute mit Schlagtonfolge d1-fis1-a1-d2.

## Bilder

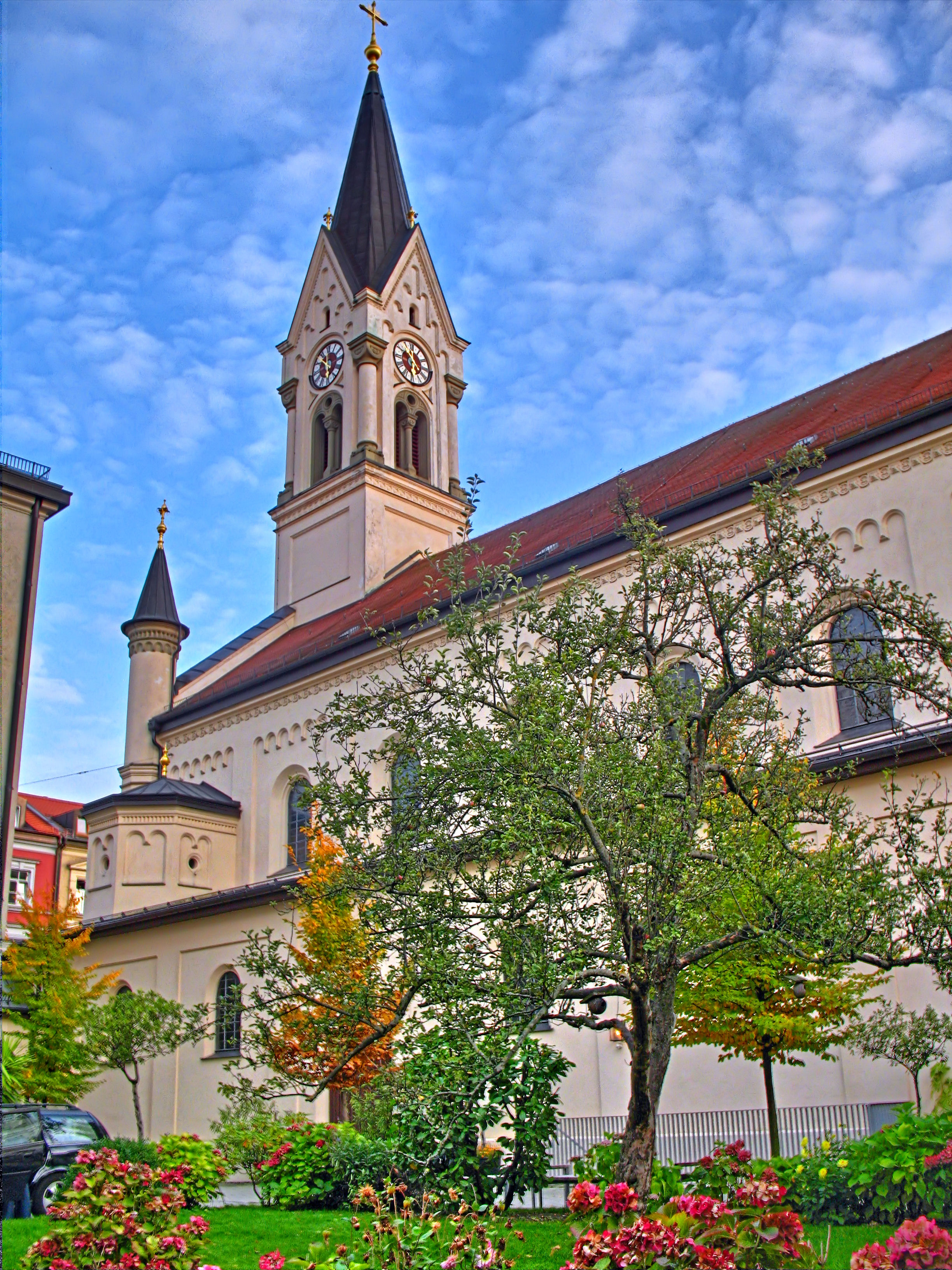
Ansicht vom Kirchhof
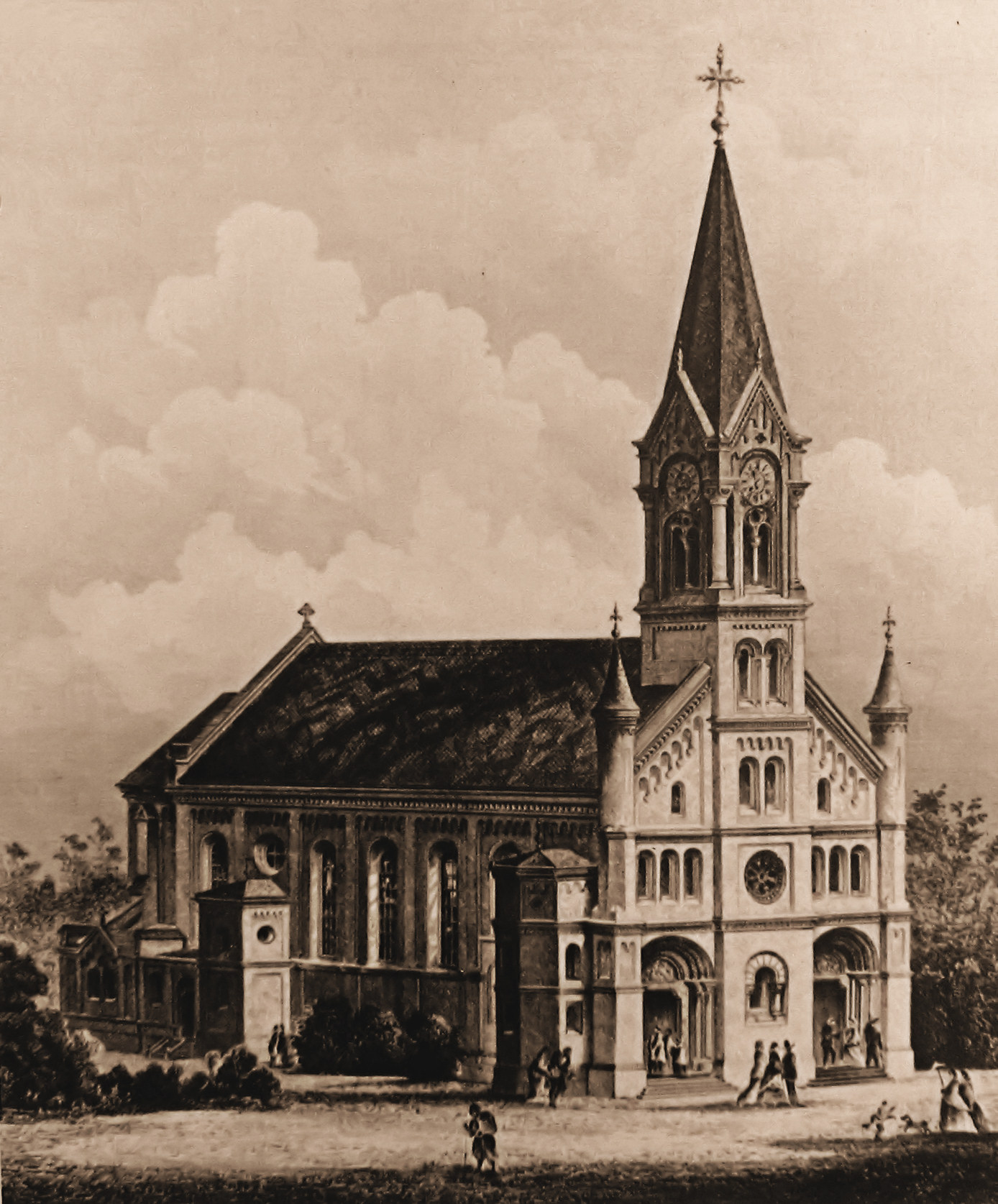
Historische Darstellung des 19. Jahrhunderts
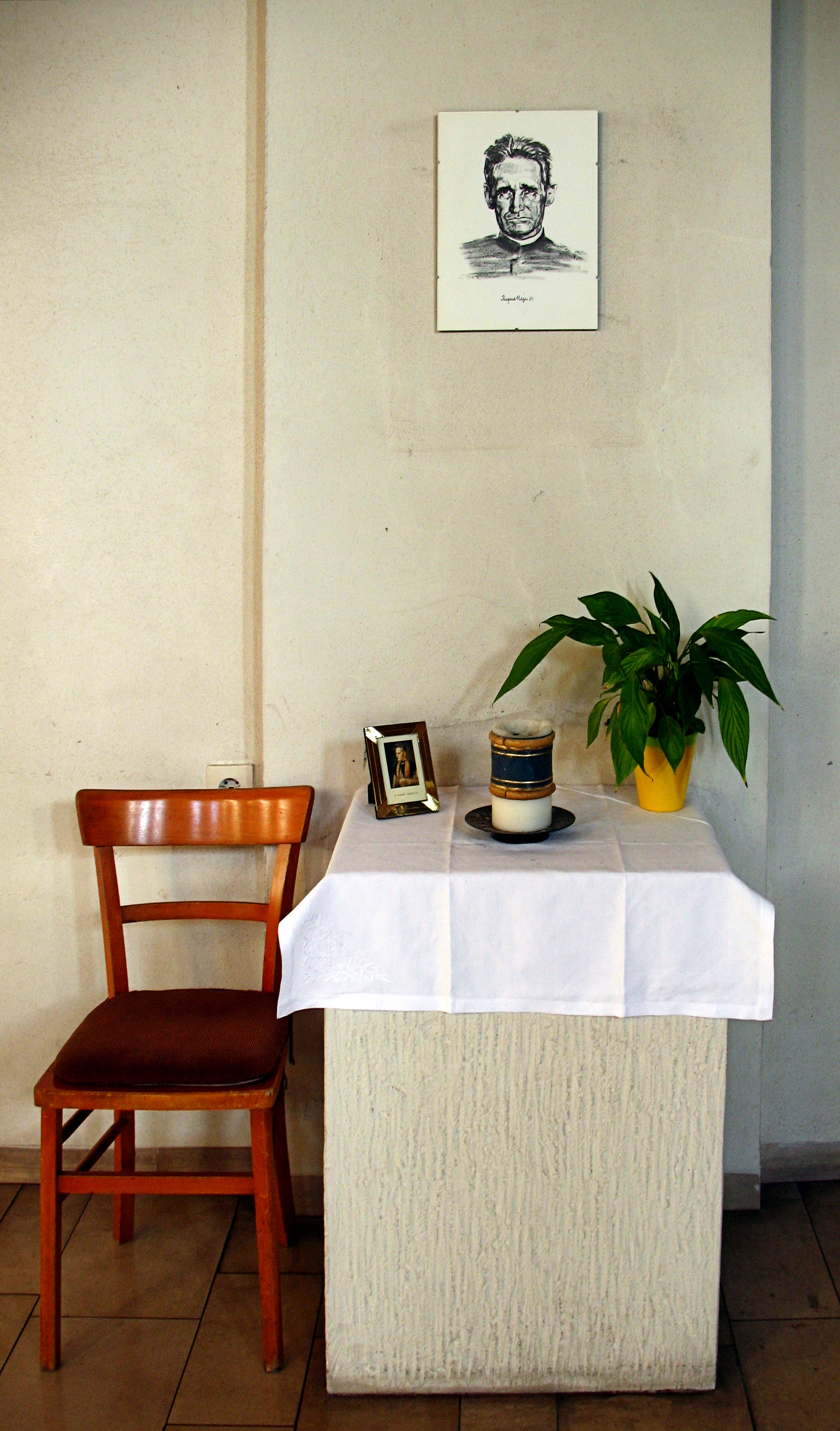
Gedenken an Pater Rupert Mayer
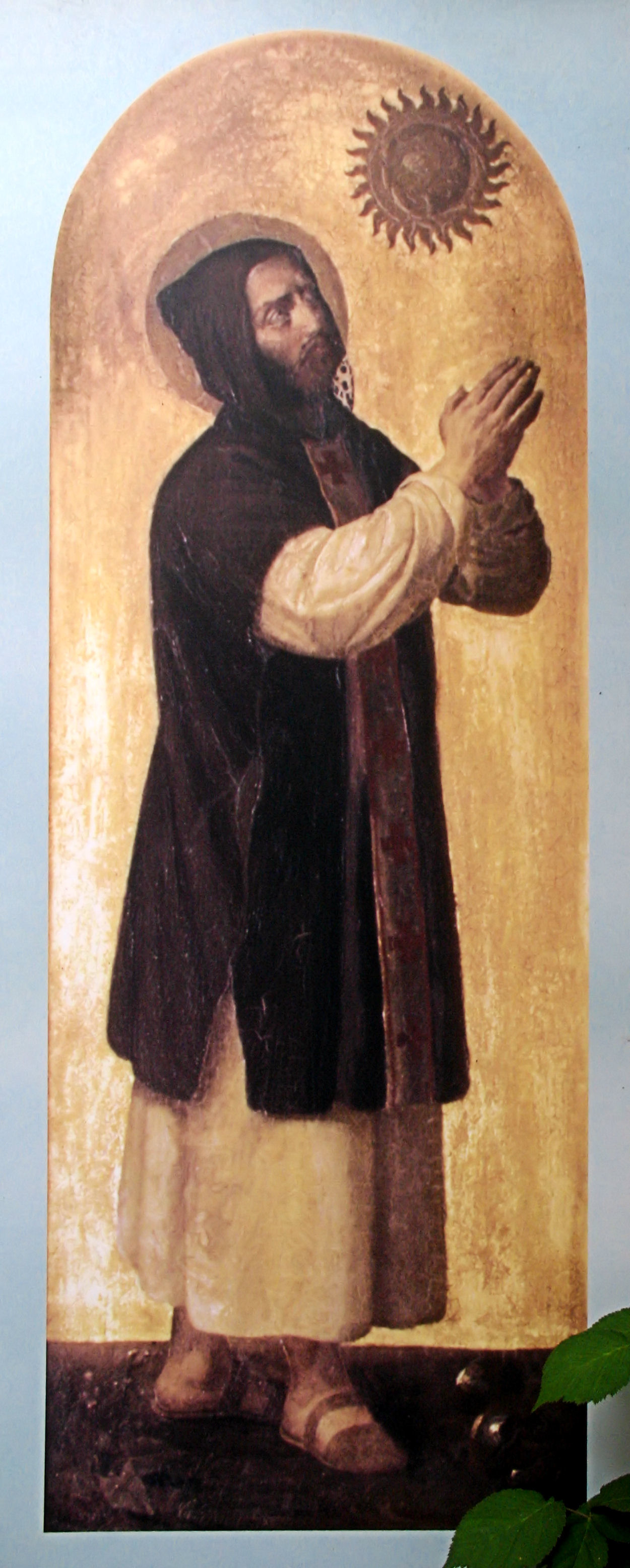
Hl. Benedikt
Figurengruppe
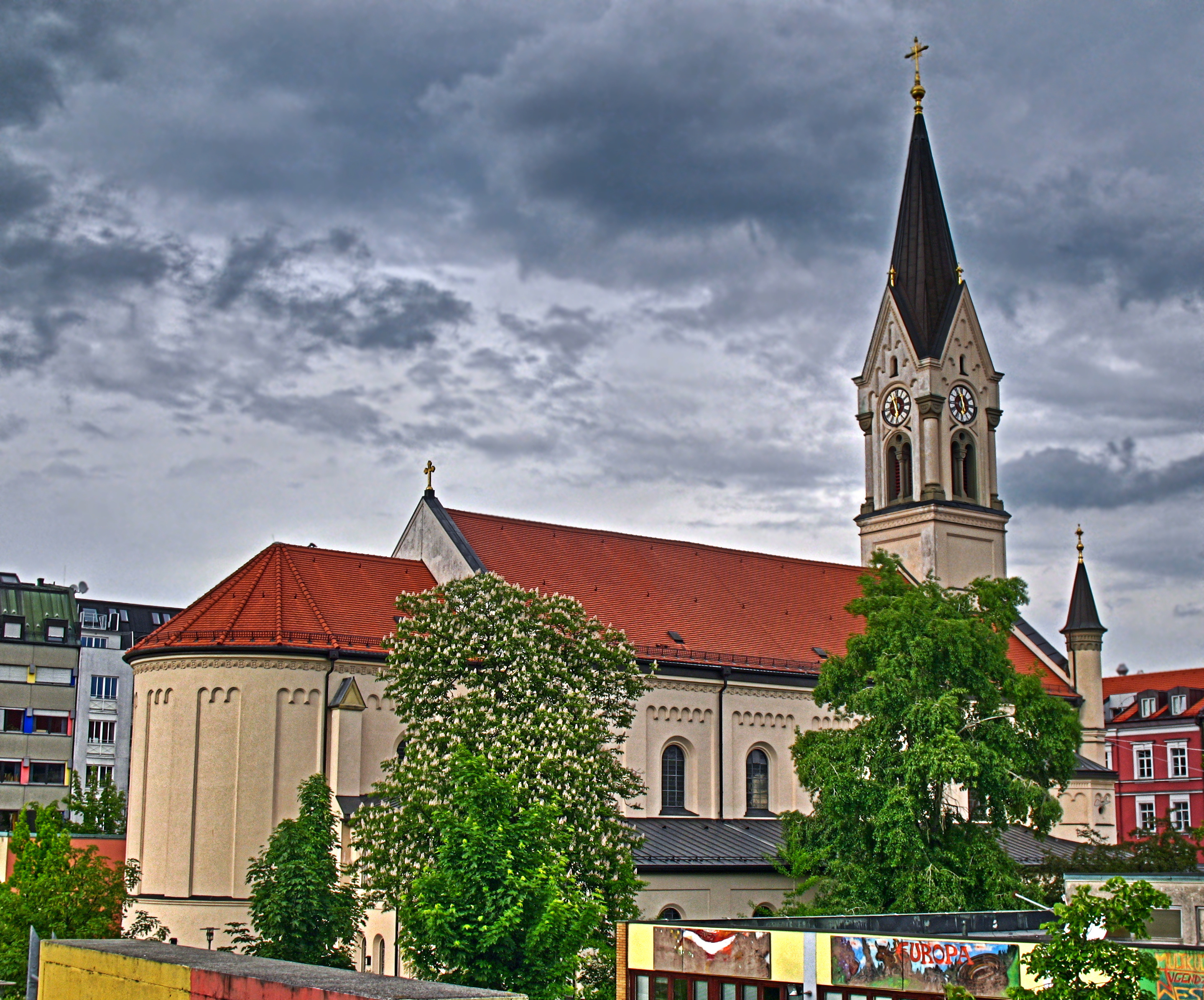
Blick vom Südwesten
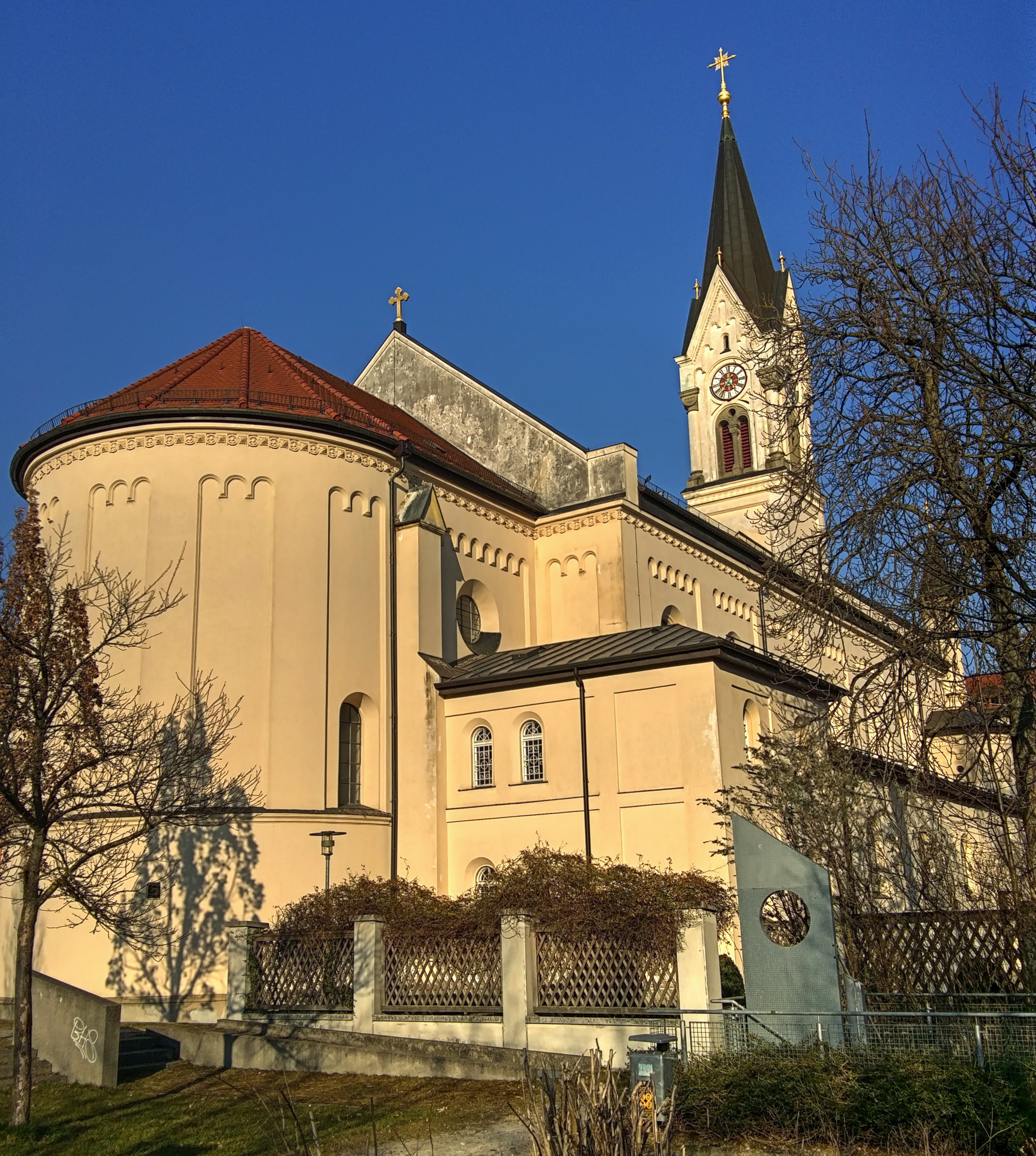
Ostseite